# Richard Böhm
Richard Böhm, född 1 oktober 1854 och död 27 mars 1884, var en tysk Afrikaresande.
Böhm, som var zoolog, företog 1880 en resa i Östafrika från Bagamoyo till Tanganyika men dukade under av feber i Urua, Kongo. Hans resebrev Von Sansibar zum Tanganjika utgavs 1888.